# Лагодюк Неоніла Григорівна
Неоніла Григорівна Лагодюк (нар. Богуслав Київської області) — українська джазова композиторка, піаністка й педагогиня. Викладачка-методистка вечірньої музичної школи № 1 імені К. Г. Стеценка, м. Київ. Заслужена діячка мистецтв України.

## Життєпис
З п'яти років навчалася в музичній школі, потім у професора Бориса Милича, десятирічці імені М. В. Лисенка, де займалася у педагогів Будницької та Фрейнкін, а також вивчала композицію в класі Кучерова. Рік займалася в училищі ім. Глієра у А. М. Канерштейна.
В 17 років захопилася джазом. Тоді ж почала викладати на естрадному відділі вечірньої музичної школи № 1 імені К. Г. Стеценка.
у 1997 закінчила Київський інститут культури.
Працювала педагогинею-методисткою вищої кваліфікації естрадного відділу вечірньої музичної школи № 1 ім. К. Г. Стеценка.

## Творчість
Композиторка
Пише музику у джазовому, естрадному і класичному стилях.
Створила понад 500 класичних, естрадних, джазових фортепіанних композицій, 20 композицій для саксофону з оркестром, концерти для труби й для саксофону, рапсодію для двох роялів та дві збірки пісень.
Записала два сольних компакт-диски зі своїх творів.
Виконавиця
Паралельно з сольною діяльністю Неоніла Лагодюк була учасницею вокально-інструментального ансамблю Ю. Б. Синельникова.

## Публікації
1. Школа джазового виконавства — 2002
2. Джазові етюди з імпровізацією — 2005
3. Джазовіта естрадні мініатюри — 2007
4. Веселий джаз — 2009
5. Джазові та естрадні п'єси для саксофона у супроводі фортепіано — 2010
6. Джазові фортепіанні ансамблі — 2010
7. Джазові хвилинки — 2012
8. Школа гри на слух — 2014
9. Диліжанс — 2015
10. Маленький джазмен — 2016
11. Швидкі клавіші — 2017
12. The school of jazz performance for piano — 2018 (англ.)
13. Школа джазового виконавства (перевидання, скорочене) — 2020
14. Фортепіанна лірика — 2021.

Неоніла Лагодюк є авторкою підручника з джазу для учнів 3-7 класів музичних шкіл.

## Відзнаки
- Заслужена діячка мистецтв України (2017)[2].